# Salavainen
Salavainen är en ö i Finland. Den ligger i Skärgårdshavet och i kommunen Nådendal i den ekonomiska regionen  Åbo ekonomiska region i landskapet Egentliga Finland, i den sydvästra delen av landet. Ön ligger omkring 32 kilometer väster om Åbo och omkring 180 kilometer väster om Helsingfors.
Öns area är 3,48 kvadratkilometer och dess största längd är 3,8 kilometer i nord-sydlig riktning. Ön höjer sig omkring 20 meter över havsytan.
I övrigt finns följande på Salavainen:
- Vähämaa (en ö)